# Víz-gyémánt paradoxon

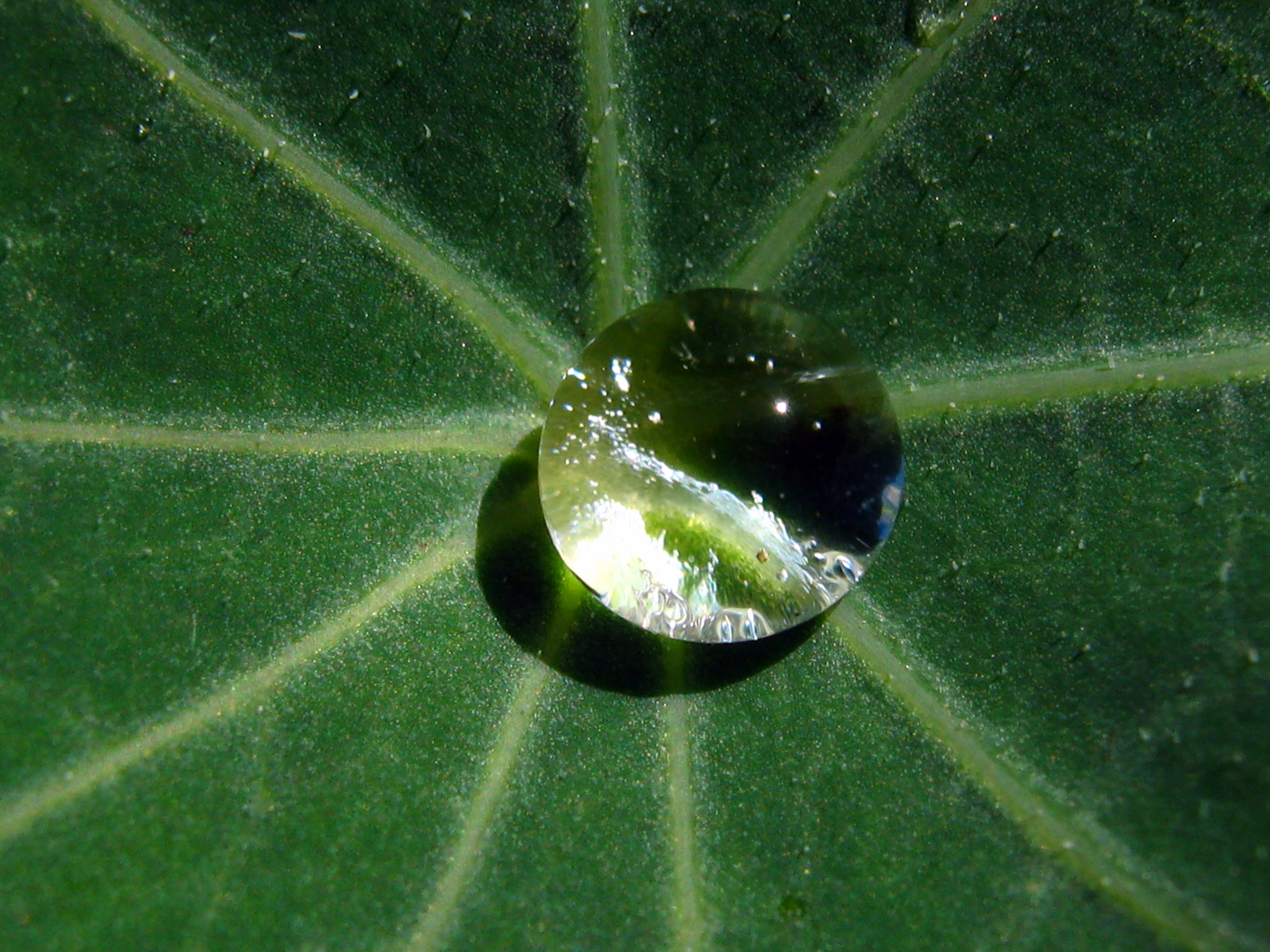
Szikrázó harmatcsepp

A víz-gyémánt paradoxon vagy klasszikus értékparadoxon a közgazdaságtan történetének egyik legfontosabb tudományos problémája. Lényege röviden a következő: az önmagában haszontalan gyémánt sokkal értékesebb (vagy, ha úgy tetszik, sokkal többe kerül), mint az emberi élethez elengedhetetlen víz. Másképpen fogalmazva, a víznek jóval nagyobb a használati értéke, mint a gyémántnak, a csereértéke (ára) mégis sokkal kisebb.
A paradoxont elsőként Kopernikusz (mások szerint John Law) vetette fel, de a jelenségre csak több száz év múltán, 1854-ben adott Hermann Heinrich Gossen elfogadható magyarázatot a szubjektív értékelmélet fogalmainak segítségével.

## Munkaérték-elméleti megközelítés
A víz-gyémánt paradoxon a klasszikus közgazdaságtan alapítójának tekintett Adam Smith fő művében, A nemzetek gazdagságában is megjelenik. Smith a később Ricardo és Karl Marx által továbbfejlesztett munkaérték-elméletből indult ki, amikor kísérletet tett a paradoxon feloldására. Eszerint a gyémánt azért értékesebb, mert az előállításához lényegesen több munka szükséges, mint a vízéhez. A gyémánt ára egyszerűen az előállítás magas költségeit tartalmazza.
A munkaérték-elméleti megközelítés elsőre vonzónak tűnhet, valójában azonban két okból is elfogadhatatlan. Egyrészt, például a Szahara közepén a víz jóval értékesebbé válik a gyémántnál, holott az utóbbi előállítási költsége még mindig meghaladja az előbbiét. Másfelől a gyémánt értéke emberi közösségenként, kultúránként változó: egy szélsőséges példát jelentenek az Egyesült Államokban élő amishok, akiknek tilos ékszert viselniük, ezért a gyémánt számukra tulajdonképpen semmit sem ér.

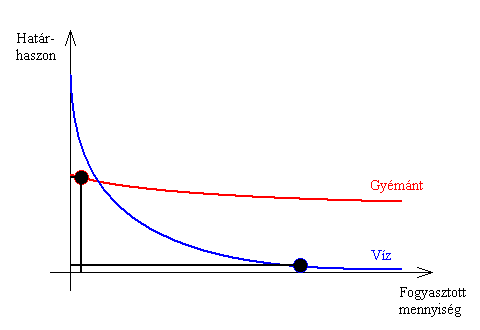
A víz és a gyémánt határhaszon-görbéi. Az átlagember által fogyasztott (körrel jelölt) víz- és gyémántmennyiségek mellett a gyémánt határhaszna lényegesen magasabb a vízénél.

## Szubjektív értékelméleti megközelítés
A közgazdaságtanban a 19. század végére dominánssá váló szubjektív értékelmélet a határhaszon fogalmának segítségével képes arra, hogy a víz-gyémánt paradoxont teljes egészében megmagyarázza. A határhaszon azt a szubjektív hasznosságot jelenti, amit egy jószág pótlólagos egységének elfogyasztása eredményez. Ez értelemszerűen a már elfogyasztott mennyiség függvénye. Gossen első törvénye kimondja, hogy a javak határhaszna csökkenő: minél többet fogyasztunk valamiből, annál kevésbé értékes egy újabb egység a számunkra.
A víz és a gyémánt határhaszon-görbéje ugyanakkor eltérő. A víz esetében a görbe jóval magasabban metszi az y tengelyt, tehát ha még nem fogyasztottunk sem vízből, sem gyémántból, akkor a víz egy egysége számunkra sokkal értékesebb. Mivel a Szaharában egyik jószág sem áll rendelkezésre, ott éppen ez a szituáció áll fenn. Másfelől a víz határhaszon-függvénye sokkal gyorsabban esik, mint a gyémánté, sőt rövid időn belül a másik görbe alá is süllyed, vagyis a víz gyorsan csaknem „értéktelenné” válik a fogyasztók szemében (hogy a határhaszon-csökkenés pontosan hányszor nagyobb, az a megválasztott mértékegységektől is függ). Persze a határhaszon-görbék egyénenként, illetve csoportonként változóak, így az amishok esete is könnyen megmagyarázható: számukra a gyémánt határhaszna konstans 0.
Az emberek többsége a gyémántból vagy csak nagyon kicsi, vagy zérus mennyiséget birtokol (ami e jószág szűkösségére vezethető vissza), míg a vizet számottevő mennyiségben fogyasztja. Ezért a gyémánt határhaszna jóval magasabb a vízénél. Mivel pedig a javak árait a modern közgazdasági irányzatok szerint a költségek és a határhasznok egyaránt befolyásolják, a gyémánt és a víz árának különbsége az előbbi jószág magasabb előállítási költségei mellett a határhasznok fent leírt különbözőségéből is ered.